# Rostaing de la Baume de Suze
Pour les articles homonymes, voir Baume.
Guillaume Rostaing de La Baume de Suze , mort le 24 juillet 1556 à Orange, est un prélat français du XVIe siècle.

## Biographie
Guillaume Rostaing de La Baume de Suze est fils de Pierre de La Baume, d'une famille noble du Dauphiné.
Il devient abbé de Mazan-l'Abbaye et obtient aussi l'abbaye d'Aniane. Rostaing de La Baume est évêque d'Orange à partir de 1543.
Il meurt à Orange, le 24 juillet 1556.

### Sources
- Joseph-Antoine Bastet, Essai historique sur les évêques du diocèse d'Orange